# Швейцария на летних Олимпийских играх 1956
Швейцария не принимала участие в Летних Олимпийских играх 1956 года в Мельбурне (Австралия) из-за советского вторжения в Венгрию, однако немного ранее Швейцария успела посостязаться в конном спорте в Стокгольме, и завоевала одну бронзовую медаль.

## Медалисты
| Медаль | Спортсмен                                     | Вид спорта   | Дисциплина                    |
| ------ | --------------------------------------------- | ------------ | ----------------------------- |
| Бронза | Готтфрид Трахзель Анри Шаммартен Густав Фишер | Конный спорт | Выездка, командное первенство |